# Oliver Sturm (Regisseur)
Oliver Sturm (* 20. Januar 1959 in Holzminden) ist ein deutscher Theater- und Hörspielregisseur.

## Leben
Sturm promovierte 1990 mit einer Arbeit über Samuel Beckett an der Universität Hannover. Er arbeitete als Lektor, Übersetzer, Journalist und inszenierte 1987 und 1989 zwei Opern in Berlin. 1990/91 war er Dramaturg der Hörspielserie Der Herr der Ringe beim SWF. Von 1992 bis 1994 arbeitete er als wissenschaftlicher Mitarbeiter am Seminar für deutsche Literatur der Universität Hannover. In den folgenden Jahren war er als Ballettdramaturg an der Deutschen Oper am Rhein und der Deutschen Oper Berlin tätig sowie als Lehrbeauftragter am Institut für Theaterwissenschaft der Humboldt-Universität.
Seit 1996 arbeitet Sturm als freier Regisseur, insbesondere bei Hörspielproduktionen der ARD (Jeff Koons, Durchgangsverkehr, Minutentexte, Evangelium Pasolini). 1997 inszenierte er Samuel Becketts Quadrat 1+2 am Krakauer Teatr Bückleina. 2006 inszenierte er Samuel Becketts Residua an den Berliner Sophiensaelen mit Gastspielen in Heidelberg, Krakau und Tel Aviv.
In den Jahren 2002/03 war er Leiter der Woche des Hörspiels und im März 2013 künstlerischer Leiter des Audiokunst-Festivals Radio Zukunft in der Berliner Akademie der Künste.
Sein Hörspiel Immer dein, tuissimus (Samuel Beckett) vertrat die ARD beim Prix Italia 2007. Sein Hörspiel Evangelium Pasolini (zusammen mit Arnold Stadler) wurde zum Hörspiel des Jahres 2016 gewählt.
Im Jahr 2008 erschuf er den Gebetomat, einen Gebet-Automaten für öffentliche Räume, der zurzeit in sechs Exemplaren an wechselnden Orten in Deutschland steht.
Sturm wurde auf der Frühjahrs-Mitgliederversammlung der Akademie der Künste Berlin am 25. Mai 2013 als neues Mitglied in die Sektion Film- und Medienkunst gewählt.
Seine Inszenierungen wurden unter anderem mehrfach als Hörspiel des Monats und Hörspiel des Jahres ausgezeichnet. Oliver Sturm, der auch als Autor und Dramaturg tätig ist, lebt heute in Berlin.

## Auszeichnungen
- 1999: Hörspiel des Monats Mai für Jeff Koons von Rainald Goetz (SWR/NDR)
- 2006: Hörspiel des Monats Mai für Immer dein, tuissimus – Ein Kapitel aus Dream von Samuel Beckett. Bearbeitung: Bernd Heinz (HR)
- 2007: Hörspiel des Monats März für Kampf im Äther oder Die Unsichtbaren nach dem gleichnamigen Roman von Arnolt Bronnen. Bearbeitung: Jürgen Peters und Oliver Sturm (HR/DKultur/SWR)
- 2011: Hörspiel des Monats Februar für Gnosis oder Die Moabiter (hr/DLF)
- 2012: ARD Online Award (Publikumspreis) für Wann wo oder Eine gewisse Anzahl Gespräche von Alexander Wwedenski (HR)
- 2016: Hörspiel des Jahres, Hörspiel des Monats Oktober für Evangelium Pasolini von Arnold Stadler (HR/DLF)
- 2018: Robert-Geisendörfer-Preis für Die Umsiedler von Arno Schmidt (WDR)
- 2025: Hörspiel des Monats August für Die Erschöpften

## Werke

### Inszenierungen

#### Oper
- 1987: Nebukadnezar von Wüsthoff-Schwemmer (Libretto Sturm), Berlin
- 1989: Damaskus von Radeke (Libretto Sturm), Berlin

#### Schauspiel
- 1997: Quadrat von Samuel Beckett, mit Schauspielern des Stary Teatr, Krakau
- 2006: Residua von Samuel Beckett, mit Traugott Buhre, Judith Engel, Graham F. Valentine, Graham F. Valentine, Berlin/Tel Aviv/Krakau/Heidelberg
- 2008: Nico – Sphinx aus Eis von Werner Fritsch, mit Birgit Doll, Anja Plaschg (Soap&Skin), Effi Rabsilber, Harry Hass u.a, Berlin/Wien

#### Hörspiele als Autor und Regisseur
- 2002: Durchgangsverkehr - Drei Miniaturen, SWR
- 2011: Gnosis oder: Die Moabiter (Hörspiel des Monats Februar 2011), HR
- 2011: ... und zitterte wie Espenlaub (NDR)
- 2015: King of Kings (HR)
- 2016: Evangelium Pasolini von Arnold Stadler und Oliver Sturm (HR/DLF) Hörspiel des Jahres
- 2025: Die Erschöpften, NDR/DLF

#### Hörspiele als Regisseur
- 1996: Die Jagd nach dem Schnatz von Lewis Carroll, SWF
- 1998: Der Fürst spricht von Jan Peter Bremer, SWF/HR
- 1998: Gischt und Gefahr von Louis James Phillips (SWF)
- 1998: MOI von Heiko Michael Hartmann (Kurd-Laßwitz-Preis 1999), SWF
- 1999: Jeff Koons von Rainald Goetz, SWR/NDR
- 1999: Schlaf, Rauch, Zufall von Steffen Kopetzky, SWR
- 1999: Die Glücklichen von Sabine Küchler, SWR
- 1999: Der Palast im Koffer von Jan Peter Bremer, SWR/HR
- 1999: Und der Nachthund bellt sehr leise von Sebastian Goy (SWF)
- 2000: Crazy Times von C.D. Payne (Hörspiel-Serie in 10 Folgen), SWR
- 2000 Die Abenteuer des kleinen Ritters Robertino von Manfred Limmroth (SWF)
- 2001: Schöpfung für Anfänger von Rupert Morgan (Hörspiel-Serie in 5 Folgen), SWR
- 2002: Demian von Hermann Hesse (auch Bearbeitung), SWR
- 2002: Uhrenvergleich von Sabine Küchler (SWF)
- 2003: Die kleine Klokröte von Jan Jepsen (SWF)
- 2003: Feuersalamander von Jan Peter Bremer (SWF)
- 2003: Venus in Aspik von Sandra Kellein, SWR
- 2003: Klassik Plus von Elmar Podlech, SWR
- 2003: Elling schreibt von Ingvar Ambjørnsen, MDR
- 2004: Anzeigen – Wurfsendung von Jan Peter Bremer, DLR
- 2004: Die geheimnisvolle Minusch von Annie M.G. Schmidt, SWR
- 2004: Die weinende Susannah von Alona Kimhi (SWR)
- 2004: Meine Stimme ist mit den Fischen geschwommen von Ursula Krechel, SWR
- 2005: Der Entenkönig von Kai Schmidt (SWR)
- 2005: Die Hühneroper von Hanna Johansen (SWR)
- 2005: Delhi von Marcus Braun, SWR
- 2006: Bing / Losigkeit von Samuel Beckett, SWR
- 2006: Ich war ein Affenkind von Osborn Bladini (SWR)
- 2006: Immer dein, tuissimus – Ein Kapitel aus Dream von Samuel Beckett, HR
- 2006: Mädchenzimmer mit Soldaten von Anna Pein, WDR
- 2006: Still leben von Jan Peter Bremer, SWR
- 2007: Die Angst des Moderators vor der Stille von Sandra Kellein (SWR)
- 2007: Kampf im Äther oder Die Unsichtbaren von Arnolt Bronnen HR
- 2007: Kerstin und ich von Astrid Lindgren (SWR)
- 2007: Kurze Geschichte des Traktors auf Ukrainisch von Marina Lewycka (MDR)
- 2007: Stolz des Ostens von Ralph Rothmann, DLF
- 2008: Ein Held unserer Zeit von Michail Lermontov, HR
- 2008: Karneval der Alligatoren von J.G. Ballard, NDR
- 2008: Minutentexte von Michael Baute und Volker Pantenburg HR/DLR
- 2009: Die Kunst des Lokomotivführers von Steven Carroll (SWR)
- 2009: Emily Bell und der erste Schultag von Heidi Knetsch und Stefan Richwien (DLF Kultur)
- 2009: Hawaii - Szene aus einer hellen Nacht von Naomi Schenck (SWR)
- 2009: Nishikigi von Seami Motokiyo
- 2009: Tapfere Bäume - Fünf Wurzeln in der deutschen Fremde von Paula Schneider (RBB)
- 2010: Der Fliegenpalast von Walter Kappacher (SWR)
- 2010: Australien, ich komme! von Thilo Reffert, DLR
- 2010: Seelandschaft mit Pocahontas von Arno Schmidt (HR/RBB)
- 2011: Der Pap@mat von Peter Jacobi (DLF Kultur)
- 2012: Die Geschichte vom Ungeheuer von Lena Hach (MDR)
- 2012: Illusionen von Iwan Wyrypajew (RBB)
- 2012: Wann wo oder Eine gewisse Anzahl Gespräche von Alexander Wwedenski, Komposition: Bernd Leukert, HR.
- 2012: Wie wir verschwinden nach einem Motiv aus dem gleichnamigen Roman von Mirko Bonné (NDR)
- 2013: Das Phantom des Alexander Wolf von Gaito Gasdanow (MDR/DLF Kultur)
- 2013: Der amerikanische Investor von Jan Peter Bremer, WDR
- 2013: Liebesbriefe ans Personal von Anna Pein, WDR
- 2014: Die Befristeten von Elias Canetti (HR)
- 2014: Europas Klassiker von Tom Peuckert (RBB)
- 2014: Murphy von Samuel Beckett, DLF
- 2014: Paulus von Feridun Zaimoglu (HR/DLF)
- 2016: Die Mondscheinbraut von Anna Pein (NDR/HR)
- 2016: Einfach nur Erfolg von Felicia Zeller (RBB / Universität der Künste)
- 2017: Leonce und Lena von Georg Büchner (RBB / Universität der Künste)
- 2017: Die Umsiedler von Anna Pein, nach einem Roman von Arno Schmidt (HR)
- 2017: Georg Horvath ist verstimmt von Saša Stanišić (NDR)
- 2018: Das Wetter vor 15 Jahren von Wolf Haas (HR/DLF Kultur)
- 2018: Der Unbesiegbare von Stanisław Lem (MDR)
- 2019: Die Tochter des Onslow Kirby von Matthias Karow (NDR)
- 2019: Geschäftsführersitzung von Kathrin Röggla (BR)
- 2019: Der kurze Weg von Jan Peter Bremer (HR)
- 2021: Das Imperium des Schönen von Nis-Momme Stockmann (BR)* 2021: Schwarze Spiegel contd. von Anna Pein nach dem Roman Schwarze Spiegel von Arno Schmidt (NDR)
- 2023: Der große Gatsby von F. Scott Fitzgerald (WDR)

#### Feature (Buch und Regie)
- 1992: Das Exil im Exil. Der Schriftsteller Hans Sahl, SFB
- 1996: Ausgeträumt träumen. Der Schriftsteller Samuel Beckett, SFB/WDR/BR/SWR
- 1997: Da bin ich geboren, da bin ich zu Haus. Die Welt der Kleinstadt, SFB/WDR
- 1997: Ich bin das Gefühl. Der Tänzer Vaclav Nijinsky, SWR
- 2001: Ich bin ich weil mein kleiner Hund mich kennt. Gertrude Stein, SFB/WDR/SWR/DLR
- 2015: Anselm Kiefer – Die Schöpfung und ihre Elemente von Klaus Dermutz (WDR/RBB/DKultur)

### Schriften
- Der letzte Satz der letzten Seite ein letztes Mal. Der alte Beckett. Hamburg: Europ. Verl.-Anst., 1994. ISBN 3-434-50045-6
- Die Jagd nach dem Schnatz. 1996. Übersetzung von Lewis Carrolls The Hunting of the Snark als Buch (Reclam, ISBN 978-3-15-009433-4) und Hörspiel (SWF)